# Sim-Mubalite
Sim-Mubalite (transli.: MUdEN.ZU-mu-ba-lí-iṭ a-na) foi o quarto rei da dinastia amorita da Babilônia e era filho de Apil-Sim. Reinou entre 1 748 a.C. à 1 729 a.C.

## Reinado
No 14° ano do seu reinado, Sim-Mubalite invadiu Larsa, governada por seu contemporâneo Rim-Sim, derrotou o exército de Larsa, assim, conquistando a cidade. Ao passar três anos, o rei babilônico saqueou a cidade de Isim, derrotou a Damiquilisu (o último rei da Acádia e Suméria) e capturou o povo.
Depois de ter conquistado Isim, Sim-Mubalite construiu várias fortalezas em grandes áreas da Acádia. Após a sua morte, ele foi sucedido por seu filho Hamurabi, a quem criou o código de leis.